# Izaak Komnen (brat Aleksego I)
Izaak Komnen (gr. Ἰσαάκιος Κομνηνός, ur. ok. 1050, zm. 1102/1104) – bizantyński arystokrata, sebastokrator, brat cesarza Aleksego I Komnena.

## Życiorys
Był synem Jana Komnena i Anny Dalasseny. Jego żoną była Irena, kuzynka Marii z Alanii. W latach 1074-1078 był duksem Antiochii. W 1081 podniósł bunt wraz z bratem Aleksym I Komnenem. W okresie rządów brata, jego najbliższy współpracownik. Zwalczał Jana Italosa oraz bogomiłów. Ze związku z gruzińska księżniczką Ireną, kuzynką Marii z Alanii miał następujące potomstwo:
- Jan Komnen, protosebastos, gubernator Dyrrachium 1092-1105/6
- Aleksy Komnen, gubernator Dyrrachium po 1105/6
- Konstantyn Komnen
- Adrian Komnen, mnich arcybiskup Bułgarii jako Jan IV
- Zofia Komnena, poślubiła Nicefora Dokeianosa
- Eudokia Komnena, poślubiła Nicefora Botaniatesa
- dwie córki o nieznanego imienia